# Equador nos Jogos Sul-Americanos
O Equador é uma das nações presentes em todos os Jogos Sul-Americanos desde La Paz, em 1978. Geralmente, as suas delegações costumam ficar posicionadas no meio do quadro de medalhas.
O país é representado nos Jogos Sul-Americanos pelo Comitê Olímpico Equatoriano, além de ter sediado o evento na cidade de Cuenca, em 1998.

## Delegação
Em Santiago-2014, o Equador se fez presente com um total de 265 atletas. Sua delegação acabou sendo menor do que a enviada para Medellín-2010, mas superou a de Buenos Aires-2006. Para Cochabamba-2018, um total de 234 desportistas representaram o país.

## Quadro de medalhas
Segue-se, abaixo, o histórico do Equador nos Jogos Sul-Americanos.
| Ano   | Nação     | Cidade       | Posição | Ouro | Prata | Bronze | Total |
| 1978  | Bolívia   | La Paz       | 4/8     | 13   | 8     | 6      | 27    |
| 1982  | Argentina | Rosario      | 6/10    | 11   | 14    | 12     | 37    |
| 1986  | Chile     | Santiago     | 4/10    | 16   | 17    | 25     | 58    |
| 1990  | Peru      | Lima         | 6/10    | 21   | 23    | 18     | 62    |
| 1994  | Venezuela | Valencia     | 11/14   | 2    | 17    | 19     | 38    |
| 1998  | Equador   | Cuenca       | 5/14    | 33   | 46    | 70     | 149   |
| 2002  | Brasil    | Brasil       | 5/14    | 23   | 32    | 37     | 92    |
| 2006  | Argentina | Buenos Aires | 6/15    | 14   | 27    | 40     | 81    |
| 2010  | Colômbia  | Medellín     | 7/15    | 16   | 21    | 59     | 96    |
| 2014  | Chile     | Santiago     | 6/14    | 14   | 22    | 37     | 73    |
| 2018  | Bolívia   | Cochabamba   | 6/14    | 25   | 17    | 52     | 94    |
| 2022  | Paraguai  | Assunção     |         |      |       |        |       |
| Total | Total     |              |         | 188  | 244   | 375    | 807   |

## Desempenho
Em duas ocasiões, o Equador atingiu o quarto lugar no quadro final de medalhas (1978 e 1986), fazendo destas as suas melhores campanhas na história deste evento. Porém, foram nos Jogos de 1998, sediados por este país, que estabeleceu-se o seu recorde em medalhas de ouro (33) e no total de pódios conquistados (149).
Seu pior desempenho aconteceu nos Valencia-1994, com a décima primeira colocação no quadro de medalhas, sendo 38 no total (duas destas de ouro).